# Kiss Roóz Ilona

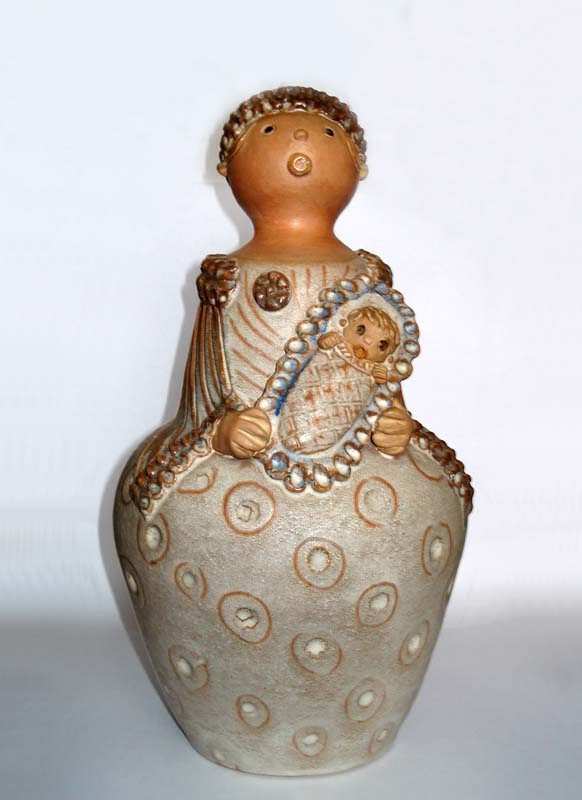
Kiss Roóz Ilona: Anya

Kiss Roóz Ilona (Szatmárnémeti, 1920. december 11. – Budapest, 2010. április 5.) magyar keramikus, a naiv-népies stílus kiváló képviselője.

## Élete, munkássága
Szatmárnémetiben a kislány Kiss Roóz Ilona a városi vásárokon találkozott először a környékről bejáró vásározó fazekasok által művelt forma- és színvilággal. Fokozódtak ezek az élmények, amikor a család átköltözött Fehérgyarmatra. Itt rajzolni kezdett, és ezek közül a rajzok közül néhány még Angliába is elkerült és elismerést aratott. 1929-ben már Budapesten járt iskolába, ahol a Skót Misszió tanárnője, Bokor Róza igen fontosnak tartotta a művészeti képzést; kiállításokra, operába vitte növendékeit. Itt ismerkedett meg először az ókor művészetével, a régi korok kerámiáival, azok formanyelvével. Ekkor kaphatta azt az indíttatást, hogy neki a kerámiával kell foglalkoznia. 1936-ban beiratkozott az Iparművészeti Főiskola kerámia szakára, ahol Orbán Antal és Ohmann Béla voltak a tanárai. 1937-ben Gádor István mellett töltött el pár hónapot, akinek munkái, mázkultúrája nagy hatással volt rá. Egy másik nyáron Herenden töltötte gyakorlati idejét, ahol ötödévesen művészi oklevelet kapott. Megismerte Kovács Margit művészetét is, akinek játékos-naiv formavilága, díszítő kedve volt felfedezése tárgya. Domanovszky Endrétől, aki ekkor az Iparművészeti Főiskola tanára volt, az anatómia megismerésének fontosságát tanulta meg. 1941-ben végbizonyítványt kapott, majd 1943-ban kapta meg kitüntetéses oklevelét (diplomamunkája Magyar Betlehem című kerámiája volt).
A háborús évek és az újjáépítés időszaka nehéz esztendőket jelentettek számára. El kellett kezdeni művészi pályafutását, de ezek az évek nem kedveztek ennek. Bérelt egy pincét műteremnek, ott dolgozott, ezzel párhuzamosan Gádor István tanársegédje lett a Főiskolán. 1952-től önálló művész lett, amit alkotott, eladta, ez jelentette megélhetését. Később murális munkákat készített Székesfehérvárra, Szegedre és Sopronba, és bizony edényeket is. Az edénykészítésnek megélhetési okai voltak ugyan, de ennek révén kiválóan megtanulta a korongozást, aminek későbbi pályája szempontjából van jelentősége. Művészetét egyre inkább elismerték, első kiállítását már 1947-ben megtartotta.
Az edénykészítés egyre inkább elmaradt, a korongozás azonban nem: ezzel a technikával nemesen egyszerű, könnyed figurákat tudott készíteni. Ezt követően a mázazás technikáját finomította, az addigi élénkebb színű mázakat visszafogottabb színvilág váltotta fel, majd a máz fényével foglalkozott. Az 1960-as évekre alakult ki az a stílusa, ami országszerte és széles körben ismertté tette a nevét, és amellyel iskolát teremtett a magyar kerámiaművészetben. Munkássága bizonyos mértékig rokonságot mutat Kovács Margit művészetével, elsősorban a figurativitás és a dekorativitás területén. De amíg Kovács Margit alakjai dinamikusak és drámaiak, addig Kiss Roóz Ilona munkái statikusak és líraiak. A „kedves líraiság”, ez a legjellemzőbb munkáira.
Művészi tevékenységének elismerését jelzik Munkácsy Mihály-díja (1956), Érdemes művész díja 1980-ból. 1984-ben SZOT-díjjal tüntették ki. 1995-ben megkapta a Magyar Köztársasági Érdemrend Középkeresztjét.

## Egyéni kiállításai
- 1961 – Csók Galéria, Budapest;
- 1964 – Katona József Múzeum, Kecskemét;
- 1966 – Csók Galéria, Budapest;
- 1967 – Gulácsy Terem, Szeged;
- 1971 – Csók Galéria, Budapest;
- 1972 – Balatonfüred;
- 1973 – Derkovits Galéria, Szombathely;
- 1976 – Zürich;
- 1977 – Csepel Vas és Fémművek, Budapest;
- 1978 – Juhász Gyula Művelődési Központ, Szeged;
- 1978 – Fővárosi Művelődési Ház, Budapest;
- 1979 – Csók Galéria, Budapest;
- 1980 – Budavári Iparművészeti Bolt, Budapest;
- 1981 – Kaesz Gyula Szakmunkásképző Intézet, Budapest;
- 1982 – Offenburg;
- 1983 – Nógrádi Sándor Múzeum, Salgótarján;
- 1984 – Petőfi Művelődési Ház, Tiszalúc;
- 1986 – Festőterem, Sopron;
- 1987 – Petőfi Művelődési Ház, Tiszalúc;
- 1989 – Kispréposti Palota, Eger (állandó kiállítás);
- 1991 – Csók Galéria, Budapest;
- 1992 – Bécs;
- 1994 – Petőfi Művelődési Ház, Tiszalúc;
- 1995 – Minigaléria, Miskolc;
- 1995 – Csók Galéria, Budapest;
- 1996 – Petőfi Művelődési Ház, Tiszalúc;
- 1997 – Derkovits Művelődési Központ, Tiszaújváros.
- 2017 – Szerencsi Turisztikai Központ, Szerencs